# مشکلات شیردهی

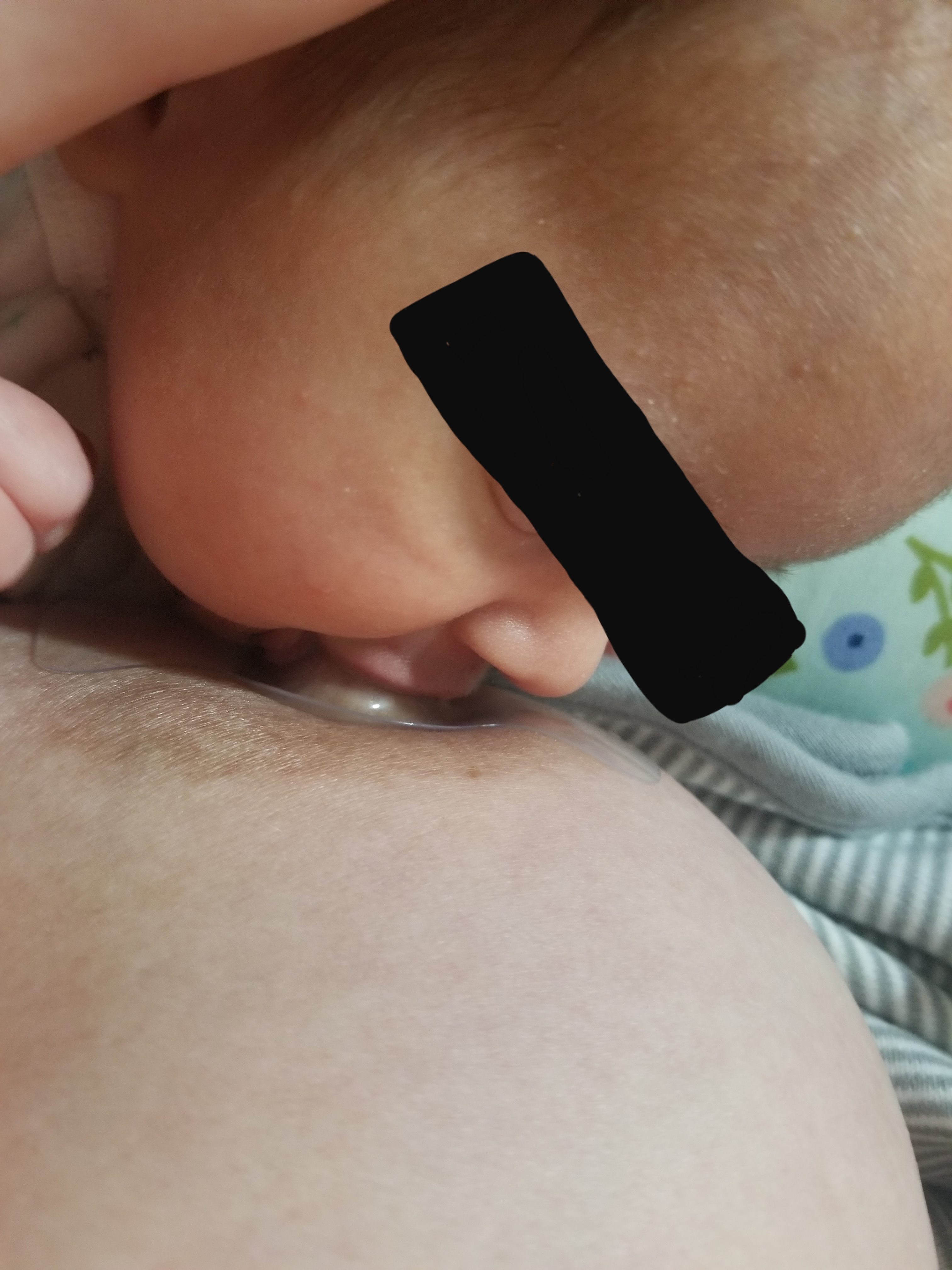
شیر دادن به یک کودک را نشان می دهد

این مقاله نگاهی به مشکلاتی که ممکن است در هنگام شیردهی به وجود آیند، دارد. شیردهی عمل تغذیه نوزاد یا کودک خردسال با شیر مادر مستقیماً توسط پستان‌های زن می‌باشد. نوزادان قادر به انجام عملی غیرارادی با نام رفلکس مکیدن می‌باشند که آن‌ها را قادر به مکیدن و بلعیدن شیر می‌کند. به غیر از استثناهایی کوچک، شیر انسان بهترین منبع برای تغذیه نوزادهای انسان می‌باشد. استثناهایی هستند که در آن شیردهی می‌تواند مشکل‌آفرین باشد، اگرچه این مشکلات بسیار نادر و ضدونقیض هستند.
از یک نگاه مشکلات می‌تواند در حین شیردهی به وجود آید و از نگاه دیگر سلامت و مزایایی که شیردهی دارد مورد بررسی هستند.

## شیردهی
همان‌قدر که مشکلات شیردهی غیرعادی نیستند، گذاشتن نوزاد روی سینه برای شیردهی بلافاصله پس از تولد، می‌تواند از بسیاری از این مشکلات جلوگیری کند. سیاست آکادمی پزشکی اطفال آمریکا در مورد شیردهی می‌گوید، «سنجش وزن، اندازه‌گیری، حمام کردن و پیشگیری چشم را تا پس از به پایان رساندن اولین شیردهی به تعویق بیندازید.» از بسیاری از مشکلات شیردهی می‌توان توسط روش‌های صحیح بیمارستانی همانند پرستاران و اعضای بیمارستان تعلیم‌دیده، متخصصین آسیب‌شناسی و مشاورین شیردهی، جلوگیری کرد.
شرایطی از جمله عفونت با اچ‌آی‌وی و مسمومیت حاد از آلاینده‌های زیست‌محیطی و غیره وجود دارند که در آن شیردهی ممکن است برای نوزاد خطرناک باشد. بنیاد پزشکی گزارش داده است که جراحی پستان، از جمله ایمپلنت سینه یا جراحی کاهش پستان، شانس یک زن برای داشتن شیر کافی برای شیردهی را کاهش می‌دهد. ممکن است به ندرت مادرانی به دلیل کمبود پرولاکتین قادر به شیردهی نباشند. این عارضه ممکن است توسط سندرم شیهان، یک نتیجه غیرمعمول از افت ناگهانی فشار خون در هنگام زایمان به علت خون‌ریزی شدید، ایجاد شود. در کشورهای توسعه یافته، بسیاری از مادران شاغل به دلیل فشار کار فرزندان خود را شیردهی نمی‌کنند. به عنوان مثال، مادر ممکن است نیاز به برنامه‌ریزی برای شیردهی داشته باشد ویک جای پاک، آرام و خصوصی را در محل کار برای پمپاژ پیدا کند. این مزاحمت‌ها باعث دست برداشتن مادرها از شیردهی نوزاد و استفاده از غذاهای جانشین به جای آن می‌شود.
عامل‌های زیادی می‌توانند با یک شیردهی موفق درگیر شوند:
- خوراندن فرمول نوزاد
- استفاده از پستانک‌های مصنوعی برای نوزاد[۶][۷]
- کاندیدیازیس یکی از نمونه‌های برفک دهان[۸]
- حواس‌پرتی یا مزاحمت در طول تغذیه
- جدایی‌های طولانی از مادر
- تاکی‌پنه (تنفس سریع) مانند تاکی‌پنه گذرای نوزاد، کمبود سورفکتانت، سندرم توقف تنفسی یا سایر حالت‌های پزشکی نوزاد
- وجود موانع فیزیکی واقعی بین مادر و نوزاد
- مشکلات بلع مانند هماهنگی مکیدن، بلع و تنفس، دستگاه گوارش، روده یا اختلالات دستگاه گوارش
- درد ناشی از اعمال جراحی مثل ختنه، آزمایش خون، یا واکسیناسیون[۹]

مشکلات
- قرارگرفتن به پستان[۶]
- رفلکس مکیدن ضعیف[۶]
- سینه‌های هایپوپلستیک یا با بافت غدوی ناکافی
- کم‌شیری (عدم شیردهی)
- سندرم تخمدان پلی‌کیستیک
- مرض قند
- استرس شدید مادر
- استراحت ناکافی/ از مادر در طول ۶ هفته اول بعد از زایمان حمایت شود
- بازگشت زود به کار به دلیل نداشتن امکانات اقتصادی
- لب‌شکری یا شکاف کام[۶]
- انکایلاگلاسیا (لکنت زبان)[۱۰][۱۱]
- هیپوگلیسمی یا هیپرگلیسمی
- هایپوتونیا، یا اختلال نوزاد[۱۲]
- سندرم هایپرلکتیشن[۱۳]
- OALD یا Overactive let-down (حالتی که در حال شیردهی، شیر خودبخود از پستان بیرون می‌آید)[۱۴]
- عرضه بیش از حد شیر با یا بدون OALD.

## سلامت نوزاد

### سرایت عفونت‌ها
نوزادان در روزهای اول تولد نیاز مبرم به تغذیه شیر از آغوش مادران دارند زیرا از این طریق میکروب‌های غیر بیماری‌زای بدن مادر به سطح پوست و مخاط دستگاه گوارش و تنفس منتقل می‌شوند و بدن شیرخوار را در مقابل میکروب‌های بیماری‌زای محیط مقاوم می‌کنند. اگر مادر به یک بیماری مبتلا باشد، مواد مقاومت‌زا در بدن او تولید پادتن می‌کنند و این پادتن‌ها از طریق شیر به بدن شیرخوار منتقل می‌شود. بنابراین در آغوش گرفتن و تغذیه نوزاد با شیر مادر از ساعت اول عمر نقش عظیمی را در افزایش قدرت دفاعی و پیشگیری از بسیاری بیماری‌های عفونی در بدن کودک ایفا می‌کند.

#### سرایت اچ‌آی‌وی
از آنجا که شیردهی می‌تواند باعث انتقال اچ‌آی‌وی از مادر به کودک شود، برنامه ایدز سازمان ملل توصیه می‌کند که از هرگونه شیردهی در این حالت اجتناب شود و در آن وقت غذای جانشین بیشتر قابل قبول، امکان پذیر، مناسب و امن‌تر است. برخی از ترکیبات شیر مادر ممکن است از عفونت محافظت کنند. سطوح بالای برخی از اسیدهای چرب غیر اشباع در شیر مادر (از جمله اسیدهای آیکاسودیانویک، اراکودانیک و اسید گاما-لینولنیک) با کاهش خطر عفونت‌ها—زمانی که کودک توسط مادران حاوی اچ‌آی‌وی مثبت شیردهی شود—ارتباط بالایی دارد. اسیدهای اراکودانیک و گاما-لینولنیک نیز ممکن است کاهش ویروس اچ‌آی‌وی در شیر مادر را به همراه داشته باشند. به همین دلیل، میزان مرگ و میر نوزادان در کشورهای توسعه‌نیافته زمانی که آن‌ها توسط مادران حاوی اچ‌آی‌وی مثبت شیردهی شوند تا اینکه از جانشین شیر استفاده شوند کم‌تر است. با این حال، تفاوت در میزان مرگ و میر نوزادان در مناطقی با میزان اطلاعات بهتر گزارش نشده‌است. درمان جلوگیری‌کننده نوزادان با لامیوودین (3TC) می‌تواند توسط شیردهی کمک به کاهش انتقال اچ‌آی‌وی از مادر به کودک کند. اگر جانشین شیر رایگان یا کمکی به مادران مبتلا به اچ‌آی‌وی داده شود، توصیه‌هایی برای به حداقل رساندن شرایط نامناسب همانند افشای وضعیت مادر حاوی اچ‌آی‌وی، شده‌است.